# Yoon Jeung-hyun
Yoon Jeung-hyun (* 19. September 1946 in Masan, Gyeongsangnam-do) ist ein südkoreanischer Politiker, der unter anderem vom 11. August bis zum 1. Oktober 2010 geschäftsführender Premierminister der Republik Korea war.

## Leben
Yoon absolvierte nach dem Schulbesuch zunächst ein Studium der Rechtswissenschaften an der Seoul National University, das er 1969 mit einem Bachelor of Laws (LL.B.) abschloss. Danach absolvierte er ein postgraduales Studium der Verwaltungswissenschaft an der Seoul National University, das er 1971 mit einem Master of Public Administration (M.P.A.) beendete. Ein weiteres postgraduales Studium an der University of Wisconsin–Madison schloss er 1986 ebenfalls mit einem Master of Public Administration ab. Im Anschluss trat er als Beamter in das Finanzministerium ein und war dort zwischen dem 6. April 1987 bis zum 18. September 1990 in der Abteilung für Finanzpolitik tätig sowie anschließend zwischen dem 18. September 1990 und dem 8. August 1992 Beauftragter für Anhörungen. Danach fungierte er vom 8. August 1992 bis zum 7. Mai 1994 als Leiter der Abteilung für Staatsanleihen sowie zuletzt zwischen dem 7. Mai und 28. Dezember 1994 Leiter der Abteilung für Finanzpolitik.
Nach der Auflösung des Finanzministeriums und der Gründung des Ministeriums für Finanzen und Wirtschaft wurde Yoon am 28. Dezember 1994 Generalbeauftragter für Anhörungen und danach ab 1996 Leiter der Abteilung für Währungspolitik, ehe er zuletzt von 1997 bis 1998 bis zur Auflösung dieses Ministeriums Leiter der Abteilung für Geldpolitik war. Anschließend fungierte er vom 13. März 1998 bis Juni 1999 als Dekan der Nationalen Hochschule für Steuern sowie zwischen Juni 1999 und dem 4. August 2004 bei der Asiatischen Entwicklungsbank (ADB) mit Sitz in Manila als Verantwortlicher Direktor für die Länder Südkorea, Papua-Neuguinea, Vanuatu und Vietnam, ehe er vom 4. August 2004 als Nachfolger von Lee Jeong-jae bis zu seiner Ablösung durch Gim Yong-deok 2007 Vorsitzender der Kommission für Finanzaufsicht war.
Am 19. Januar 2009 übernahm Yoon im Kabinett von Premierminister Han Seung-soo das Amt des Ministers für Strategie und Finanzen von Kang Man-su und hatte dieses bis zum 5. Mai 2011 inne. Nach dem Rücktritt von Chung Un-chan übernahm er vom 11. August bis zum 1. Oktober 2010 das Amt als geschäftsführender Premierminister der Republik Korea, ehe Kim Hwang-sik am 1. Oktober 2010 offiziell neuer Premierminister wurde. Nach seinem Ausscheiden aus der Regierung ist er seit Juni 2011 für das Yun Gyeong-je Institut tätig.